# فرانك إرفينغ كوبر
فرانك إرفينغ كوبر (بالإنجليزية: Frank Irving Cooper)‏ هو مهندس معماري أمريكي، ولد في 8 مايو 1867 في تونتون في الولايات المتحدة، وتوفي في 23 أكتوبر 1933 في ويلند في الولايات المتحدة.

## معرض صور

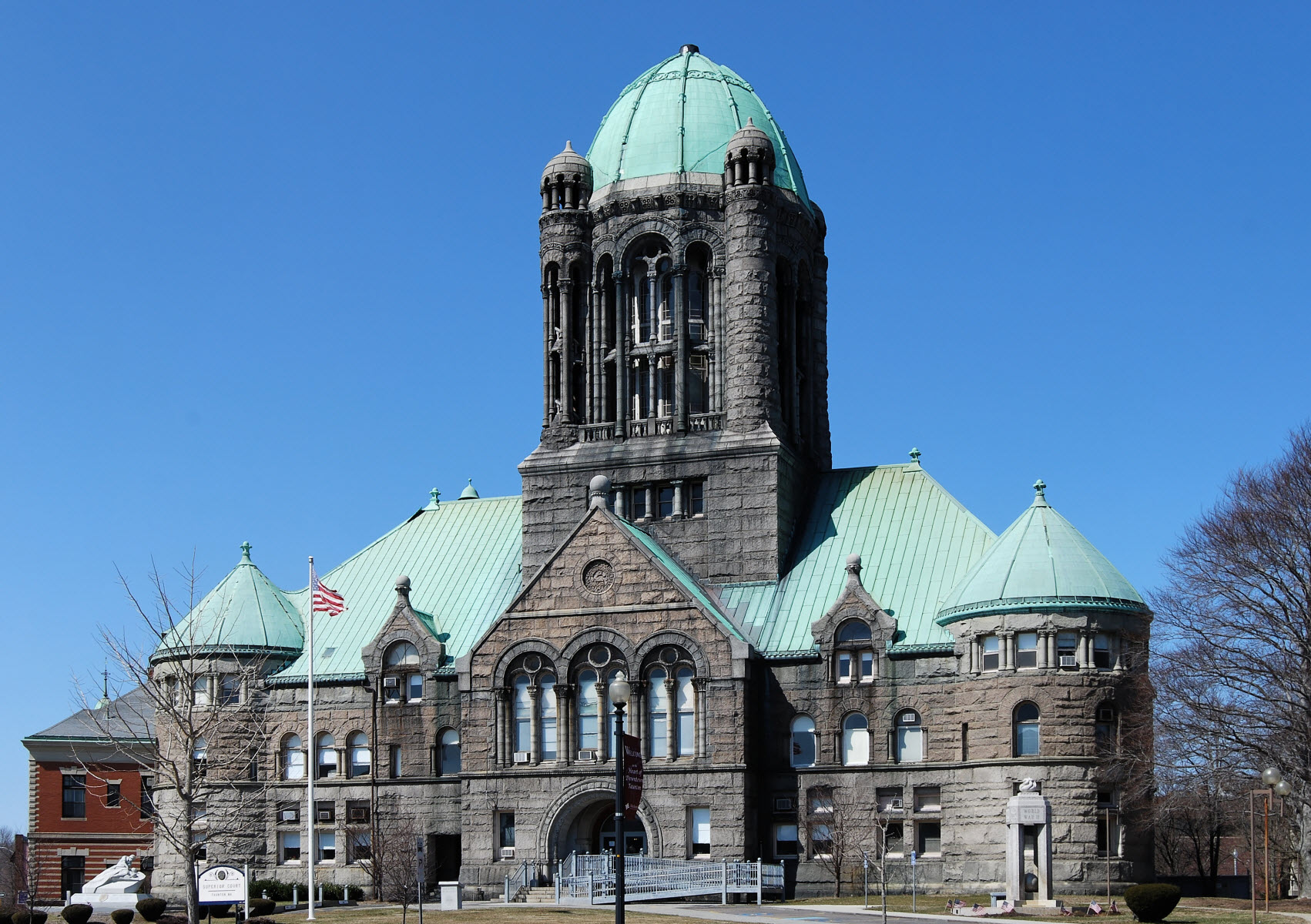
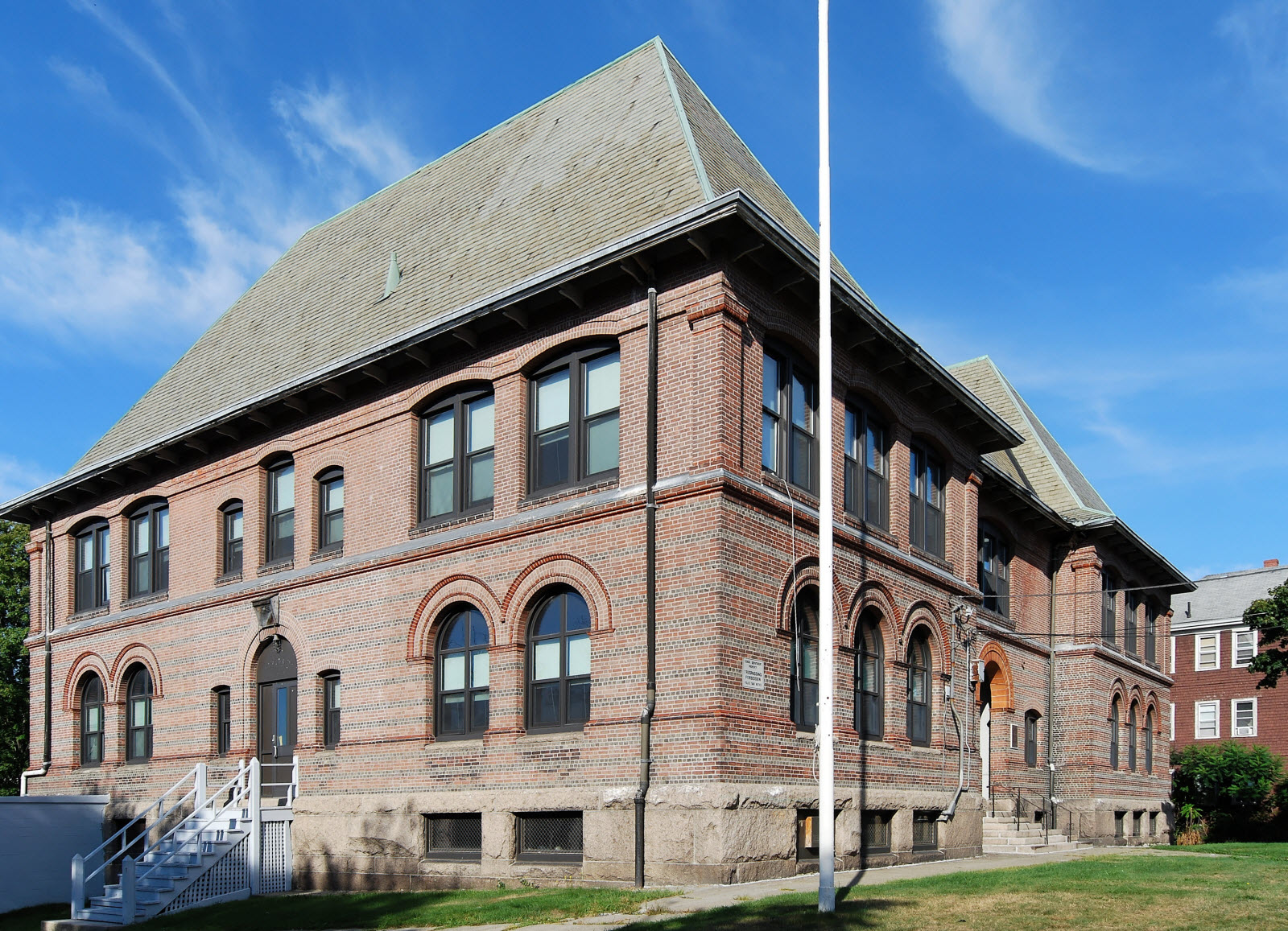
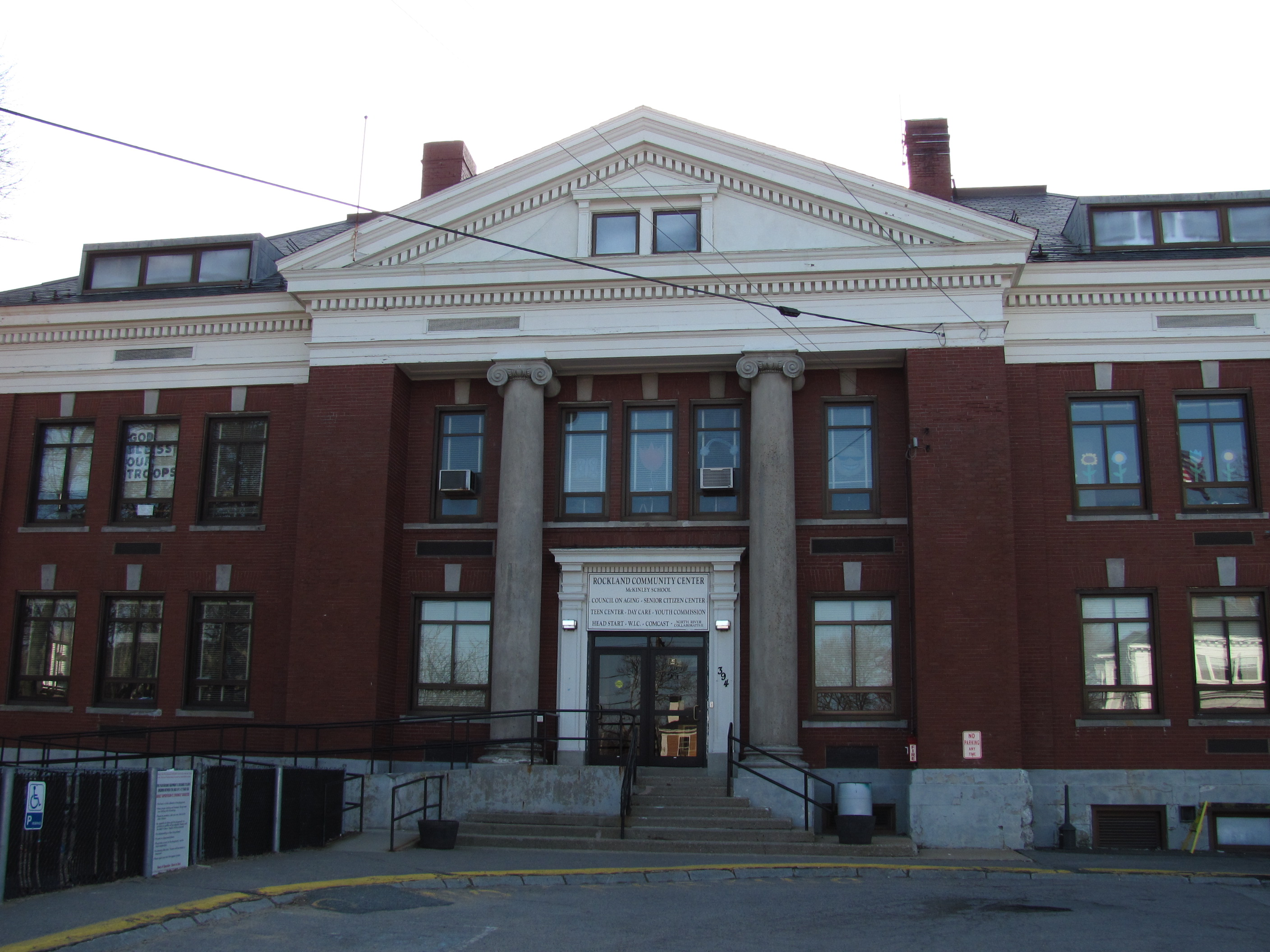
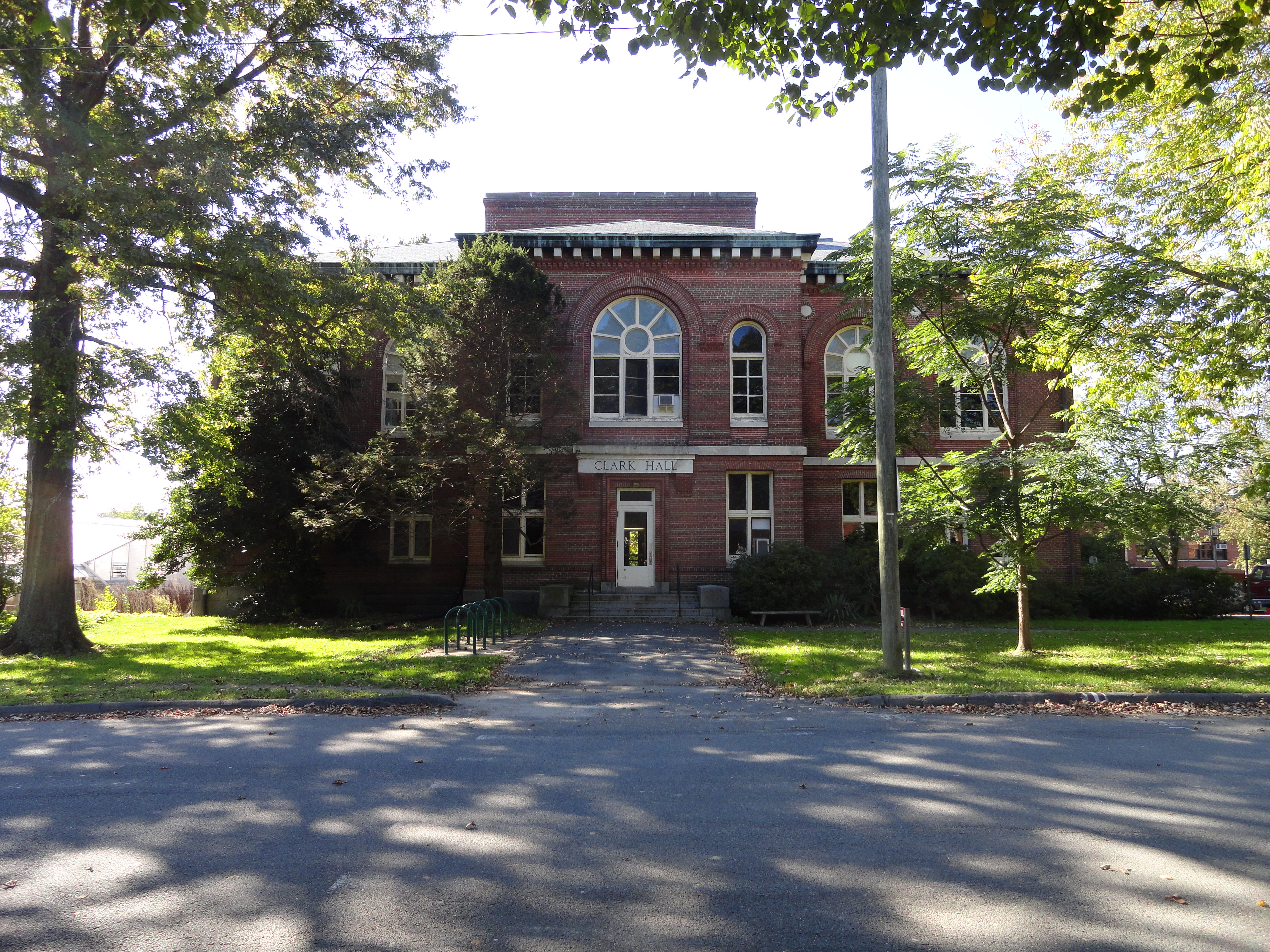
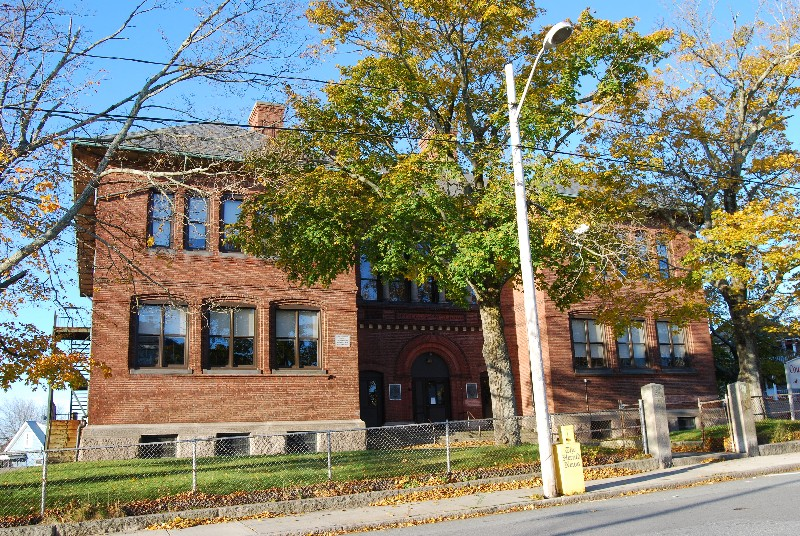